# Citoyen d'honneur de la ville de Elva
Citoyen d'honneur de la ville de Elva est la reconnaissance décernée à des personnes pour leurs services rendus à la ville de Elva en Estonie.  

## Lauréats
Les lauréats sont:
| Année | Lauréat             | Vie                     |
| ----- | ------------------- | ----------------------- |
| 1988  | Helmi Tomingas      | 09.04.1925 – 19.04.2012 |
| 1988  | Erika Salumäe       | 11.06.1962              |
| 1988  | Richard Anton       | 22.05.1908 – 08.04.2002 |
| 1998  | Karl Muru           | 01.1.1927               |
| 1998  | Ain Kaalep          | 04.06.1926              |
| 2000  | Herold Saare        | 11.04.1930 - 14.11.2015 |
| 2000  | Kalev Päid          | 22.06.1936 – 26.10.2001 |
| 2003  | Uno Kuresoo         | 23.05.1927 – 28.11.2005 |
| 2003  | Karl Oberschneider  | 10.10.1917 – 13.01.2007 |
| 2005  | Maimu-Koidula Sirel | 15.03.1930 - 29.12.2014 |
| 2007  | Juhan Simonson      | 01.06.1933 – 16.11.2012 |
| 2008  | Valdur Born         | 13.05.1935              |
| 2009  | Rein Saarlaid       | 11.07.1937 – 04.02.2011 |
| 2013  | Jaak Peebo          | 25.10.1933 –            |